# 24 Capricorni
24 Capricorni (A Capricorni) é uma estrela na direção da Capricornus. Possui uma ascensão reta de 21h 07m 07.69s e uma declinação de −25° 00′ 20.7″. Sua magnitude aparente é igual a 4.49. Considerando sua distância de 522 anos-luz em relação à Terra, sua magnitude absoluta é igual a −1.53. Pertence à classe espectral K5/M0III.